# Супрунов, Митрофан Фёдорович
Митрофан Федорович Супрунов (11 [23] ноября 1903, с. Лозная, Воронежская губерния — 16 января 1983, Москва) — советский военачальник, генерал-майор (02.11.1944) — участник Советско-финской и Великой Отечественной войны, командир 385-й стрелковой Кричевской Краснознамённой ордена Суворова второй степени дивизии (1943—1945).

## Биография
Родился в селе Лозная, ныне центр Лознянского сельского поселения Ровеньского района Белгородской области. Русский.

### Военная служба
В августе 1924 года поступил на учёбу в 4-й Ташкентской объединённой имени В. И. Ленина командной школы (4ТОШ) на артиллерийское отделение.
В 1927 году принят в члены ВКП(б).
После окончания школы в сентябре 1929 года был направлен в 4-й Туркестанский стрелковый полк 2-й Туркестанской стрелковой дивизии в город Коканд. Служил командиром взвода и батареи, участвовал в разгроме басмачей, в частности, банды Ибрагим-бека в Туркестане.
С 1937 года — слушатель заочного факультета Военной академии РККА имени М. В. Фрунзе.
С апреля 1938 года командовал отдельным противотанковым дивизионом в 62-й Туркестанской стрелковой дивизии.
В 1938 году награждён медалью «XX лет Рабоче-Крестьянской Красной Армии».
В октябре 1938 года был переведен на основной факультет академии. В декабре 1939 года досрочно выпущен из неё и назначен заместителем начальника штаба по тылу 163-й мотострелковой дивизии. Дивизия участвовала в Советско-финляндской войне на ухтомском направлении.
С июня 1940 года майор Супрунов временно исполнял должность начальника артиллерии 25-го отдельного танкового полка, затем был начальником штаба и заместителем командира полка.
В ноябре 1940 года переведён преподавателем кафедры оперативно-тактической подготовки Высшей спецшколы Генштаба Красной армии.

### Великая Отечественная война
1941 год
С началом войны в прежней должности.
В октябре 1941 года майор Супрунов назначен старшим помощником начальника оперативного отделения оперативного отдела штаба 10-й армии, формировавшейся в ПриВО. К началу декабря армия, находясь в резерве Ставки Верховного Главнокомандования, сосредоточилась юго-западнее Рязани и с 1 декабря была включена в состав Западного фронта. В ходе контрнаступления под Москвой её войска принимали участие в Тульской наступательной операции, затем в наступлении на кировском и жиздренском направлениях.
1942 год
В феврале 1942 года Супрунов был назначен начальником штаба только что сформированной 385-й стрелковой дивизии, которая вела упорные наступательные бои южнее города Киров Калужской области. С 20 марта по 24 мая дивизия находилась в подчинении 50-й армии Западного фронта, затем вернулась в 10-ю армию и заняла оборону по южному берегу реки Неручь. В конце июня она была подчинена 16-й армии и в её составе вела неудачные наступательные бои по овладению Людиново (южнее г. Киров), а с 20 августа заняла оборону в прежнем районе.
Указом Президиума Верховного Совета СССР от 21 июля 1942 года «За образцовое выполнение заданий Командования на фронте борьбы с немецкими захватчиками и проявленное при этом доблесть и мужество» майор Супрунов награждён орденом Красной Звезды.
1943 год
В течение мая-июля 1943 года дивизией проведено несколько успешных разведок боем с захватом пленных и уничтожением живой силы и техники противника. Все эти операции проводились по тщательно разработанным подполковником Супруновым планам. Обдуманно составленный им план действий, четкое отработанное взаимодействие пехоты с артиллерией 18 июля 1943 года решили исход боя усиленного стрелкового батальона 1268-го стрелкового полка в районе деревни Крутая Орловской (теперь Калужской) области. В результате оборона противника была прорвана по фронту на 1,2 — 1,5 км в глубину. Поставленная задача была выполнена, вскрыта огневая система на важнейшем направлении противника, выявлены полковые и дивизионные резервы, захвачены пленные, уничтожено до 350 немцев, 14 пулеметов, 9 минометов, 7 блиндажей и другое военное имущество.
4 августа 1943 года полковник Супрунов принял командование 385-й стрелковой дивизией, в момент когда армия вела подготовку к наступлению. В период наступательных действий дивизии.
С 13 августа её части участвовали в Смоленской, Спас-Деменской, Ельнинско-Дорогобужской, Смоленско-Рославльской наступательных операциях.
В августе 1943 года в районе северо-западнее Киров, Супрунов хорошо организовал взаимодействие пехоты с артиллерией, умело руководил боевыми действиями частей. В результате умелого руководства, тщательно продуманного плана проводимой операции дивизия с боями продвинулась на 11 километров вперед и захватила 9 населенных пунктов, взяла в плен 70 немецких солдат и офицеров, полностью уничтожила свыше двух пехотных полков противника, захватила и уничтожила большое количество вражеской техники и боеприпасов.
Приказом по войскам Западного фронта № 0905 от 18.09.1943 полковник Супрунов был награждён орденом Красного Знамени.
1 сентября 1943 года 385 сд под командованием Супрунова перешла в наступление на рубеже Липовка, Крайчики и, преодолевая упорное сопротивление противника, 9 сентября вышла своими частями на восточный берег реки Снопоть, пройдя с боями 21 км, освободила 20 населенные пунктов приспособленных противником к долговременной обороне. Ночью 12 сентября части дивизии форсировали реку Снопоть и после 3-х дневных боев, прорвали оборону противника и перешли к его преследованию. За один день 15 сентября части дивизии освободили 7 населенных пунктов и к исходу дня вышли на восточный берег реки Десна.
После перегруппировки, главный удар частей был направлен на Юго-Запад и к 19-00 ч. 16 сентября все три полка дивизии успешно форсировали реку Десна. Упорное сопротивление сильных отрядов противника, вооруженных легкой. артиллерией, минометами, автоматическим орудием и поддерживаемых огнём тяжелой артиллерии с огневых позиций на западном берегу Десны, было нейтрализовано умелым манёвром частей дивизии, повернувших на юго-запад и, во взаимодействии с частями 330-й стрелковой дивизии, форсировавших сильно укрепленный водный рубеж на наиболее слабо обороняемом противником болотисто-лесистом участке. К исходу 20 сентября части дивизии отбросили противника от Десны на 37 км и прошли с боями 68 км, освободили свыше 50 населенных пунктов и перерезали железнодорожную магистраль Рославль-Брянск в районе Пригорье.
За умелое Форсирование рек Снопоть и Десна, проявленную инициативу, смелость в форсировании водных преград и дальнейшем наступлении Указом Президиума Верховного Совета СССР от 28.09.1943 полковник Супрунов награждён орденом орденом Суворова II степени.
Приказом ВГК от 30 сентября 1943 года за отличия в боях по освобождению города Кричев дивизии было присвоено наименование «Кричевская».
С октября 1943 по июнь 1944 года дивизия занимала оборону на восточном берегу реки Проня в районе Чаусы (юго-восточнее Могилева). С 25 июня 1944 года она участвовала в Белорусской, Могилевской, Минской, Белостокской и Осовецкой наступательных операциях, в ходе которых освободила города Чаусы, Минск и Осовец.
1944 год
27 июня 1944 года части 385-й стрелковой дивизии под командованием Супрунова быстрым и умелым манёвром подвижных отрядов захватили переправу через реку Днепр, чем обеспечили быстрое форсирование реки и дальнейшее преследование противника войсками 38-го стрелкового корпуса. Неотступно преследуя противника, дивизия форсировала реку Друть. Находясь непосредственно в наступающих частях дивизии, полковник Супрунов четко и умело руководил боями. Поставленные перед дивизией задачи были успешно выполнены. В результате боев частями дивизии было уничтожено 4260 вражеских солдат и офицеров и 2897 взято в плен, в том числе штаб 27-го армейского корпуса во главе с командиром этого корпуса генералом пехоты Паулем Фёлькерсом. За проявленные мужество и героизм при форсировании Днепра многие солдаты и офицеры дивизии были награждены орденами и медалями, а девять её воинов были удостоены звания Героя Советского Союза.
За образцовое выполнение заданий командования в боях при форсировании рек Проня и Днепр, прорыв обороны немцев под Чаусы дивизия была награждена орденом Красного Знамени (10.07.1944), а за овладение городом и крепостью Осовец — Суворова II степени (01.09.1944).
За умелое руководство боями и лично проявленные смелость, решительность и находчивость, Приказом по войскам 2-го Белорусского фронта № 0264 от 09.09.1944 полковник Супрунов награждён орденом Отечественной войны I степени.
В середине сентября её части вышли на рубеж Ломжа, Теодорово, Остроленка, Новогруд и перешли к обороне.
2 ноября 1944 года Супрунову присвоено воинское звание генерал-майор, а 3 ноября — за 20 лет безупречной службы в рядах Советской (Рабоче-Крестьянской Красной) Армии генерал-майор Супрунов был награждён вторым орденом Красного Знамени.
1945 год
В январе — мае 1945 года 385-я сд под командованием Супрунова принимала участие в Восточно-Прусской, Млавско-Эльбингской, Восточно-Померанской и Берлинской наступательных операциях.

Супрунов М. Ф. 1945 год

В наступательных боях в январе-апреле 1945 года показал образцы личного мужества и умения руководства дивизией. Во время сражений находясь на направлении главного удара дивизии, твердо держал управление вверенными ему частями, дерзко влиял на ход боев обеспечивал успех операций. Правильно сочетая действия частей дивизии с соседями и приданными ей частями, проявляя большую маневренность дивизия имела успех при взятии городов: Бишофсбург, Оше, Берент, Картхауз, Олива, Гданьск (Данциг), что отмечено приказами Верховного Главнокомандующего Маршала Советского Союза СТАЛИНА. Самоотверженно работая в организации успеха боев, Супрунов обеспечил высокую боеспособность частей и подразделении дивизии. Личный состав, чувствуя твердое и умелое руководство, проявлял в боях образцы мужества. При взятии Гданьска дивизия смелым манёвром, преодолевая упорное сопротивление противника на подступах к городу, ворвалась в город одна из первых и показала образец в ведении боя в крупном населенном пункте. Во время боев в Восточной Пруссии и при ликвидации Данцигской группировки дивизия уничтожила более 1200 солдат и офицеров противника, взяла много пленных и трофеев, нанесла большой урон вражеским укреплениям и технике.
За образцовое выполнение боевых заданий в наступательных боях 1945 года достигнутые при этом успехи и лично проявленное мужество Приказом по войскам 2-го Белорусского фронта № 0531 от 16.05.1945 генерал-майор Супрунов награждён третьим орденом Красного Знамени.
В период наступательных боев в апреле-мае 1945 года Супрунов показал себя способным, мужественным генералом. Всегда во время боев находясь на направлении главного удара дивизии, твердо держал управление частями, дерзко влиял на ход боя, обеспечивал успех операции. Самоотверженно работая в организации успеха боев, обеспечил высокую боеспособность частей и подразделений дивизии, в результате чего она была ведущей среди частей 70-го стрелкового корпуса. Правильно сочетая действия частей дивизии с соседями и приданными частями, дивизия с боями прошла около 200 километров и 3 мая 1945 года в районе Людвигслуст соединилась с союзными нам войсками, тем самым была выполнена поставленная дивизии, и корпусу задача. За период наступательных действий дивизией было уничтожено более 560 солдат и офицеров противника, 8 пулеметов, 3 самоходных установки. Взято в плен 75 солдат и офицеров противника, захвачено 99 автомашин, 5 паровозов, 240 вагонов и разной другой техники.
За мужество проявленное в период наступления дивизии, за эффективное управление боевыми операциями и достигнутые при этом успехи Указом Президиума Верховного Совета СССР от 29.05.1945 генерал-майор Супрунов награждён орденом Кутузова II степени.
За время войны комдив Супрунов был одиннадцать раз упомянут в благодарственных в приказах Верховного Главнокомандующего.

### Послевоенное время
С июля 1945 года генерал-майор Супрунов занимал должность начальника управления окружной военной комендатуры Хемницкого округа, одновременно являясь военным комендантом города Хемниц.
В мае 1946 года был переведен старшим преподавателем кафедры общей тактики Военной академии им. М. В. Фрунзе.
С апреля 1947 года был старшим преподавателем по оперативно-тактической подготовке и тактическим руководителем учебной группы курсов усовершенствования командиров стрелковых дивизий, с декабря 1949 года — начальником курса факультета по подготовке офицеров иностранных армий.
В 1950 году за 25 лет безупречной службы в рядах Советской (Рабоче-Крестьянской Красной) Армии генерал-майор Супрунов был награждён орденом Ленина.
С декабря 1950 по июль 1954 года состоял в распоряжении 10-го отдела 2-го Главного управления Генштаба Советской армии (находился советником в командировке в Китае). После возвращения в СССР в октябре 1954 года был назначен начальником учебного отдела курсов «Выстрел».
В 1954 году за 30 лет безупречной службы в рядах Советской (Рабоче-Крестьянской Красной) Армии генерал-майор Супрунов был награждён четвёртым орденом Красного Знамени.
22 апреля 1960 года уволен в отставку.
После выхода в отставку жил и работал в Москве.
Умер 16 января 1983 года, похоронен на Кунцевском кладбище в Москве.

## Награды
СССР
- Орден Ленина (15.11.1950)
- Четыре ордена Красного Знамени (18.09.1943, 03.11.1944, 16.05.1945, 05.11.1954)
- Орден Суворова II степени (28.09.1943)
- Орден Кутузова II степени (29.05.1945)
- Орден Отечественной войны I степени (09.09.1944)
- Орден Красной Звезды (21.07.1942)
- Медали, в том числе:
  - «XX лет Рабоче-Крестьянской Красной Армии» (1938)
  - «За оборону Москвы» (15.09.1944)
  - «За Победу над Германией в Великой Отечественной войне 1941—1945 гг.» (1945)
  - «За взятие Кенигсберга» (1945)
  - «Ветеран Вооружённых Сил СССР» (1976)
- Знак «50 лет пребывания в КПСС»

Приказы (благодарности) Верховного Главнокомандующего в которых отмечен М. Ф. Супрунов.
- За форсирование реки Сож и овладением города Кричев — важным опорным пунктом и железнодорожным узлом противника на могилевском направлении. 30 сентября 1943 года № 28
- За форсирование реки Днепр и за освобождение крупного областного центра Белоруссии города Могилев — оперативно важного узла обороны немцев на минском направлении, а также за овладение городами Шклов и Быхов. 28 июня 1944 года № 122
- За участие в боях по освобождению городом и крепостью Осовец — мощного укрепленного района обороны немцев на реке Бобр, прикрывающего подступы к границам Восточной Пруссии. 14 августа 1944 года № 166
- За освобождение города и крепости Ломжа — важного опорного пункта обороны немцев на реке Нарев. 13 сентября 1944 года № 186
- За овладение городом Черск — важным узлом коммуникаций и сильным опорным пунктом обороны немцев в северо-западной части Польши. 21 февраля 1945 года. № 283
- За овладение городами Бытув (Бютов) и Косьцежина (Берент) — важными узлами железных и шоссейных дорог и сильными опорными пунктами обороны немцев на путях к Данцигу. 8 марта 1945 года. № 296
- За овладение важными узлами железных и шоссейных дорог — городами Лауенбург и Картузы (Картхауз). 10 марта 1945 года. № 298
- За овладение городом и крепостью Гданьск (Данциг) — важнейшим портом и первоклассной военно-морской базой немцев на Балтийском море. 30 марта 1945 года. № 319.
- За овладение городами Грайфсвальд, Трептов, Нойштрелитц, Фюрстенберг, Гранзее — важными узлами дорог в северо-западной части Померании и в Мекленбурге. 30 апреля 1945 года. № 352
- За овладение городами Штральзунд, Гриммен, Деммин, Мальхин, Варен, Везенберг — важными узлами дорог и сильными опорными пунктами обороны немцев. 1 мая 1945 года. № 354
- За овладение городами Барт, Бад-Доберан, Нойбуков, Варин, Виттенберге и за соединение на линии Висмар — Виттенберге с союзными нам английскими войсками. 3 мая 1945 года. № 360

Других государств
- Орден «Легион почёта» (США) (май 1945)[23]
- Медаль признательности и народной благодарности «За военные заслуги» (КНР)
- Медаль «Китайско-советской дружбы» (КНР)
- Медаль «За Одру, Нису и Балтику» (ПНР)

Почётный гражданин
- Супрунов Митрофан Федорович был избран почётным гражданином города: Кричев (1975)[24]

## Память
- Именем Митрофана Фёдоровича Супрунова названа улица в городе Кричев, материалы о нём хранятся в Кричевском краеведческом музее[25].
- Памятный знак М. Ф. Супрунову на Аллее Славы в парке Победы в городе Кричеве Могилёвской области[26].
- 7 мая 2010 года в селе Лозная Ровеньского района Белгородской области на Аллее «Славы» установлен бюст М. Ф. Супрунова[27].